# Міхал Гургул
Міхал Гургул (пол. Michał Gurgul, нар. 30 січня 2006, Познань, Польща) — польський футболіст, захисник клубу «Лех».

## Ігрова кар'єра

### Клубна
Міхал Гургул народився у місті Познань і є вихованцем познаньської академії футболу. У 2017 році він приєднався до молодіжної команди місцевого клубу «Лех».
В кінці лютого 2023 року Міхал зіграв свій перший матч у складі дублюючого складу «Леха». А через два тижні 12 березня дебютував у першій команді у матчі чемпіонату Польщі, коли вийшов на заміну у матчі проти «П'яста». А через два дні після свого дебюту підписав з клубом новий трирічний контракт.
28 вересня Гургул забив свій перший гол на професійному рівні, коли зрівняв рахунок у матчі проти «Ракува».

### Збірна
У 2023 році Міхал Гургул брав участь юнацькому чемпіонаті Європи для 17 - річних гравців, де зіграв всі п'ять поєдинків, дійшовши з командою до півфіналу та забеспечивши команді місце на юнацькому чемпіонаті світу 2023 року.
У вересні 2023 року Гургул почав свої виступи за юнацьку збірну Польщі - (U-18).

## Досягнення
- Чемпіон Польщі (1):

«Лех»: 2024-25